# Tournoi masculin de football aux Jeux olympiques d'été de 2000
Cet article traite de l'épreuve masculine. Pour la compétition féminine, voir Tournoi féminin de football aux Jeux olympiques d'été de 2000.
Pour un article plus général, voir Football aux Jeux olympiques d'été de 2000.
Navigation
Atlanta 1996 Athènes 2004
Le tournoi masculin de football aux Jeux olympiques d'été de 2000 se tient à Sydney et dans quatre autres villes d'Australie, du 13 au 30 septembre 2000. Les fédérations affiliées à la FIFA participent par le biais de leur équipe de moins de 23 ans aux épreuves de qualification, à partir desquels 15 équipes, auxquelles s'ajoute la nation hôte, rejoignent le tournoi olympique. Les équipes masculines peuvent inscrire en plus jusqu'à trois joueurs ayant atteint l'âge de 23 ans.
Ce tournoi ne dispose pas de la même aura que les compétitions de football proposées par la FIFA ou l'UEFA car ce ne sont pas les sélections premières qui y participent. De plus, les quotas de places par continent sont répartis différemment, au détriments des continents où se trouvent ordinairement les sélections les plus fortes.

## Qualification
Chaque comité national olympique peut engager une seule équipe dans la compétition.
| Compétition                                        | Date             | Lieu       | Places | Qualifiés                                   |
| -------------------------------------------------- | ---------------- | ---------- | ------ | ------------------------------------------- |
| Pays organisateur                                  |                  |            | 1      | Australie                                   |
| Tournoi pré-olympique masculin de la CONMEBOL 2000 | 6 février 2000   | Brésil     | 2      | Brésil Chili                                |
| Euro espoirs 2000                                  | 8 juin 2004      | Slovaquie  | 4      | Italie République tchèque Espagne Slovaquie |
| Tournoi pré-olympique CAF                          | 26 mars 2000     | Itinérant  | 3      | Cameroun Maroc Nigeria                      |
| Barrage pré-olympique CAF-OFC                      | 27 mai 2000      | Itinérant  | 1      | Afrique du Sud                              |
| Tournoi pré-olympique CONCACAF                     | 12 février 2004  | États-Unis | 2      | Honduras États-Unis                         |
| Tournoi pré-olympique AFC                          | 13 novembre 1999 | Itinérant  | 3      | Corée du Sud Koweït Japon                   |
| Total                                              |                  |            | 16     |                                             |

## Villes et stades retenus
Six stades ont été retenus pour organiser cette compétition :
| Sydney | Sydney                  | Canberra                 |
| --- | ----------------------- | ------------------------ |
| Stade olympique | Sydney Football Stadium | Canberra Stadium         |
| 110 000 places | 42 000 places           | 27 000 places            |
| ANZ Stadium | Sydney Football Stadium | Canberra Stadium         |
| \| Stade olympique Sydney Football Stadium Canberra Stadium Hindmarsh Stadium Brisbane Cricket Ground Melbourne Cricket Ground \| |                         |                          |
| Adélaïde | Brisbane                | Melbourne                |
| Hindmarsh Stadium | Brisbane Cricket Ground | Melbourne Cricket Ground |
| 20 000 places | 37 600 places           | 97 474 places            |
| Hindmarsh Stadium | Brisbane Cricket Ground | Melbourne Cricket Ground |
| Stade olympique Sydney Football Stadium Canberra Stadium Hindmarsh Stadium Brisbane Cricket Ground Melbourne Cricket Ground       |                         |                          |

Le Stade olympique de Sydney accueille la cérémonie d'ouverture des Jeux olympiques ainsi que la finale de la compétition.

## Arbitres officiels
| Confédération | Arbitres             |
| ------------- | -------------------- |
| AFC           | Jun Lu               |
| AFC           | Saad Mane            |
| CAF           | Mourad Daami         |
| CAF           | Falla N'Doye         |
| CAF           | Felix Tangawarima    |
| CONCACAF      | Felipe Ramos         |
| CONCACAF      | Peter Prendergast    |
| CONMEBOL      | Mario Sánchez Yantén |
| CONMEBOL      | Carlos Simon         |

| Confédération | Arbitres       |
| ------------- | -------------- |
| OFC           | Simon Micallef |
| OFC           | Bruce Grimshaw |
| UEFA          | Stéphane Bré   |
| UEFA          | Herbert Fandel |
| UEFA          | Ľuboš Micheľ   |

## Tournoi olympique

### Premier tour
Les deux premiers de chaque groupe se qualifient pour les quarts de finale.

#### Groupe A
| Rang | Équipe    | Pts | J | G | N | P | Bp | Bc | Diff |
| ---- | --------- | --- | - | - | - | - | -- | -- | ---- |
| 1    | Italie    | 7   | 3 | 2 | 1 | 0 | 5  | 2  | +3   |
| 2    | Nigeria   | 5   | 3 | 1 | 2 | 0 | 7  | 6  | +1   |
| 3    | Honduras  | 4   | 3 | 1 | 1 | 1 | 6  | 7  | -1   |
| 4    | Australie | 0   | 3 | 0 | 0 | 3 | 3  | 6  | -3   |

|  | Qualifié pour le deuxième tour de la compétition.                                                                  |
|  | Pts points ; G victoires ; N match nuls ; P défaites Bp buts marqués ; Bc buts encaissés ; Diff différence de buts |

1re journée
| 13 septembre 2000 20:00 | Australie | 0 – 1 | Italie     | Melbourne Cricket Ground, Melbourne Affluence: 93.252 Arbitre: Prendergast (JAM) |
|                         |           |       | Pirlo 81e' |                                                                                  |
|                         | Report    |       |            |                                                                                  |

| 13 septembre 2000 18:30 | Nigeria                                         | 3 – 3 | Honduras                     | Hindmarsh Stadium, Adelaide Affluence: 13.386 Arbitre: Micheľ (SVK) |  |
|                         | Ignabidolor 50e' · Agali 78e' · Aiyegbeni 90e+' |       | Suazo 35e', 76e' · León 60e' |                                                                     |  |
|                         | Report                                          |       |                              |                                                                     |  |

2e journée
| 16 septembre 2000 20:00 | Australie                | 2 – 3 | Nigeria                                  | Sydney Football Stadium, Sydney Affluence: 38.080 Arbitre: Simon (BRA) |  |
|                         | Foxe 41e' · Wehrman 44e' |       | Ikedia 16e' · Aghahowa 22e' · Agali 64e' |                                                                        |  |
|                         | Report                   |       |                                          |                                                                        |  |

| 16 septembre 2000 18:30 | Italie                                | 3 – 1 | Honduras         | Hindmarsh Stadium, Adelaide Affluence: 18.301 Arbitre: Jun Lu (CHN) |  |
|                         | Comandini 12e', 22e' · Ambrosini 18e' |       | Nesta 29e' (csc) |                                                                     |  |
|                         | Report                                |       |                  |                                                                     |  |

3e journée
| 19 septembre 2000 20:00 | Australie          | 1 – 2 | Honduras        | Sydney Football Stadium, Sydney Affluence: 37.788 Arbitre: Daami (TUN) |  |
|                         | Rosales 51e' (csc) |       | Suazo 3e', 60e' |                                                                        |  |
|                         | Report             |       |                 |                                                                        |  |

| 19 septembre 2000 18:30 | Italie             | 1 – 1 | Nigeria    | Hindmarsh Stadium, Adelaide Affluence: 18.340 Arbitre: Ramos Rizo (MEX) |  |
|                         | Okunowo 65e' (csc) |       | Lawal 40e' |                                                                         |  |
|                         | Report             |       |            |                                                                         |  |

#### Groupe B
| Rang | Équipe       | Pts | J | G | N | P | Bp | Bc | Diff |
| ---- | ------------ | --- | - | - | - | - | -- | -- | ---- |
| 1    | Chili        | 6   | 3 | 2 | 0 | 1 | 7  | 3  | +4   |
| 2    | Espagne      | 6   | 3 | 2 | 0 | 1 | 6  | 3  | +3   |
| 3    | Corée du Sud | 6   | 3 | 2 | 0 | 1 | 2  | 3  | -1   |
| 4    | Maroc        | 0   | 3 | 0 | 0 | 3 | 1  | 7  | -6   |

|  | Qualifié pour le deuxième tour de la compétition.                                                                  |
|  | Pts points ; G victoires ; N match nuls ; P défaites Bp buts marqués ; Bc buts encaissés ; Diff différence de buts |

1re journée
| 14 septembre 2000 18:30 | Corée du Sud | 0–3 | Espagne                                  | Hindmarsh Stadium, Adelaide Affluence: 14.060 Arbitre: Ramos Rizo (MEX) |
|                         |              |     | Velamazán 10e · José Mari 26e · Xavi 37e |                                                                         |
|                         | Report       |     |                                          |                                                                         |

| 14 septembre 2000 20:00 | Maroc      | 1–4 | Chili                                                   | Melbourne Cricket Ground, Melbourne Affluence: 22.654 Arbitre: Mane (KUW) |  |
|                         | Ouchla 79e |     | Zamorano 36e, 55e (pen.), 61e (pen.) · Navia 71e (pen.) |                                                                           |  |
|                         | Report     |     |                                                         |                                                                           |  |

2e journée
| 17 septembre 2000 18:30 | Corée du Sud     | 1–0 | Maroc | Hindmarsh Stadium, Adelaide Affluence: 12.753 Arbitre: Fandel (GER) |
|                         | Lee Chun-Soo 53e |     |       |                                                                     |
|                         | Report           |     |       |                                                                     |

| 17 septembre 2000 20:00 | Espagne    | 1–3 | Chili                       | Melbourne Cricket Ground, Melbourne Affluence: 58.061 Arbitre: Tangawarima (ZIM) |  |
|                         | Lacruz 54e |     | Olarra 24e · Navia 41e, 90e |                                                                                  |  |
|                         | Report     |     |                             |                                                                                  |  |

3e journée
| 20 septembre 2000 18:30 | Corée du Sud      | 1–0 | Chili | Hindmarsh Stadium, Adelaide Affluence: 16.309 Arbitre: Micheľ (SVK) |
|                         | Lee Dong-Gook 28e |     |       |                                                                     |
|                         | Report            |     |       |                                                                     |

| 20 septembre 2000 20:00 | Espagne                   | 2–0 | Maroc | Melbourne Cricket Ground, Melbourne Affluence: 24.623 Arbitre: Jun Lu (CHN) |
|                         | José Mari 33e · Gabri 90e |     |       |                                                                             |
|                         | Report                    |     |       |                                                                             |

#### Groupe C
| Rang | Équipe             | Pts | J | G | N | P | Bp | Bc | Diff |
| ---- | ------------------ | --- | - | - | - | - | -- | -- | ---- |
| 1    | États-Unis         | 5   | 3 | 1 | 2 | 0 | 6  | 4  | +2   |
| 2    | Cameroun           | 5   | 3 | 1 | 2 | 0 | 5  | 4  | +1   |
| 3    | Koweït             | 3   | 3 | 1 | 0 | 2 | 6  | 8  | -2   |
| 4    | République tchèque | 2   | 3 | 0 | 2 | 1 | 5  | 6  | -1   |

|  | Qualifié pour le deuxième tour de la compétition.                                                                  |
|  | Pts points ; G victoires ; N match nuls ; P défaites Bp buts marqués ; Bc buts encaissés ; Diff différence de buts |

1re journée
| 13 septembre 2000 20:00 | États-Unis               | 2–2 | République tchèque                 | Bruce Stadium, Canberra Affluence: 24.800 Arbitre: Simon (BRA) |  |
|                         | Albright 21e · Wolff 44e |     | Jankulovski 28e · Došek 52e (pen.) |                                                                |  |
|                         | Report                   |     |                                    |                                                                |  |

| 13 septembre 2000 19:00 | Cameroun                              | 3–2 | Koweït                    | Brisbane Cricket Ground, Brisbane Affluence: 26.730 Arbitre: Grimshaw (NZL) |  |
|                         | Alnoudji 37e · Mboma 76e · Lauren 86e |     | Mutairi 63e · Mubarak 88e |                                                                             |  |
|                         | Report                                |     |                           |                                                                             |  |

2e journée
| 16 septembre 2000 20:00 | États-Unis  | 1–1 | Cameroun  | Bruce Stadium, Canberra Affluence: 22.379 Arbitre: Yanten (CHI) |  |
|                         | Vagenas 64e |     | Mboma 16e |                                                                 |  |
|                         | Report      |     |           |                                                                 |  |

| 16 septembre 2000 19:00 | République tchèque     | 2–3 | Koweït                       | Brisbane Cricket Ground, Brisbane Affluence: 22.182 Arbitre: Daami (TUN) |  |
|                         | Heinz 2e · Lengyel 91e |     | Mutairi 56e · Saeed 64e, 73e |                                                                          |  |
|                         | Report                 |     |                              |                                                                          |  |

3e journée
| 19 septembre 2000 20:00 | États-Unis                              | 3–1 | Koweït    | Melbourne Cricket Ground, Melbourne Affluence: 19.684 Arbitre: Fandel (GER) |  |
|                         | Califf 40e · Albright 63e · Donovan 88e |     | Najem 83e |                                                                             |  |
|                         | Report                                  |     |           |                                                                             |  |

| 19 septembre 2000 20:00 | République tchèque | 1–1 | Cameroun   | Brisbane Cricket Ground, Brisbane Affluence: 23.442 Arbitre: Micallef (AUS) |  |
|                         | Došek 53e          |     | Lauren 24e |                                                                             |  |
|                         | Report             |     |            |                                                                             |  |

#### Groupe D
| Rang | Équipe         | Pts | J | G | N | P | Bp | Bc | Diff |
| ---- | -------------- | --- | - | - | - | - | -- | -- | ---- |
| 1    | Brésil         | 6   | 3 | 2 | 0 | 1 | 5  | 4  | +1   |
| 2    | Japon          | 6   | 3 | 2 | 0 | 1 | 4  | 3  | +1   |
| 3    | Afrique du Sud | 3   | 3 | 1 | 0 | 2 | 5  | 5  | 0    |
| 4    | Slovaquie      | 3   | 3 | 1 | 0 | 2 | 4  | 6  | -2   |

|  | Qualifié pour le deuxième tour de la compétition.                                                                  |
|  | Pts points ; G victoires ; N match nuls ; P défaites Bp buts marqués ; Bc buts encaissés ; Diff différence de buts |

1re journée
| 14 septembre 2000 19:00 | Brésil                               | 3–1 | Slovaquie   | Brisbane Cricket Ground, Brisbane Affluence: 24.616 Arbitre: Micallef (AUS) |  |
|                         | Edu 30e Čišovský 68e (csc) Alex 90+' |     | Porazik 26e |                                                                             |  |
|                         | Report                               |     |             |                                                                             |  |

| 14 septembre 2000 20:00 | Afrique du Sud | 1–2 | Japon             | Bruce Stadium, Canberra Affluence: 17.500 Arbitre: Bré (FRA) |  |
|                         | Nomvethe 31e   |     | Takahara 46e, 78e |                                                              |  |
|                         | Report         |     |                   |                                                              |  |

2e journée
| 17 septembre 2000 19:00 | Brésil  | 1–3 | Afrique du Sud                        | Brisbane Cricket Ground, Brisbane Affluence: 36.328 Arbitre: Grimshaw (NZL) |  |
|                         | Edu 11e |     | Fortune 10e Nomvethe 74e Lekoelea 90e |                                                                             |  |
|                         | Report  |     |                                       |                                                                             |  |

| 17 septembre 2000 20:00 | Slovaquie   | 1–2 | Japon                  | Bruce Stadium, Canberra Affluence: 15.289 Arbitre: N'Doye (SEN) |  |
|                         | Porazik 83e |     | Nakata 67e Inamoto 74e |                                                                 |  |
|                         | Report      |     |                        |                                                                 |  |

3e journée
| 20 septembre 2000 19:00 | Brésil  | 1–0 | Japon | Brisbane Cricket Ground, Brisbane Affluence: 36.608 Arbitre: Bré (FRA) |
|                         | Alex 5e |     |       |                                                                        |
|                         | Report  |     |       |                                                                        |

| 20 septembre 2000 20:00 | Slovaquie              | 2–1 | Afrique du Sud | Bruce Stadium, Canberra Affluence: 14.562 Arbitre: Yanten (CHI) |  |
|                         | Czinege 64e Slahor 72e |     | McCarthy 75e   |                                                                 |  |
|                         | Report                 |     |                |                                                                 |  |

### Tableau final
|  | Quarts de finale              | Quarts de finale              |                            |                            | Demi-finales               | Demi-finales               |   |  | Finale                     | Finale                     |
|  | Quarts de finale              | Quarts de finale              |                            |                            | Demi-finales               | Demi-finales               |   |  | Finale                     | Finale                     |
|  |                               |                               |                            |                            |                            |                            |   |  |                            |                            |
|  | 23 septembre 2000 - Canberra  | 23 septembre 2000 - Canberra  |                            |                            | 26 septembre 2000 - Sydney | 26 septembre 2000 - Sydney |   |  | 30 septembre 2000 - Sydney | 30 septembre 2000 - Sydney |
|  | 23 septembre 2000 - Canberra  | 23 septembre 2000 - Canberra  |                            |                            | 26 septembre 2000 - Sydney | 26 septembre 2000 - Sydney |   |  | 30 septembre 2000 - Sydney | 30 septembre 2000 - Sydney |
|  | États-Unis                    | 2ap (5)                       |                            |                            | 26 septembre 2000 - Sydney | 26 septembre 2000 - Sydney |   |  | 30 septembre 2000 - Sydney | 30 septembre 2000 - Sydney |
|  | États-Unis                    | 2ap (5)                       |                            |                            | 26 septembre 2000 - Sydney | 26 septembre 2000 - Sydney |   |  | 30 septembre 2000 - Sydney | 30 septembre 2000 - Sydney |
|  | Japon                         | 2 tab(4)                      |                            |                            | 26 septembre 2000 - Sydney | 26 septembre 2000 - Sydney |   |  | 30 septembre 2000 - Sydney | 30 septembre 2000 - Sydney |
|  | Japon                         | 2 tab(4)                      | États-Unis                 | 1                          |                            |                            |   |  | 30 septembre 2000 - Sydney | 30 septembre 2000 - Sydney |
|  | 23 septembre 2000 - Sydney    |                               | États-Unis                 | 1                          |                            |                            |   |  | 30 septembre 2000 - Sydney | 30 septembre 2000 - Sydney |
|  |                               | Espagne                       | 3                          |                            |                            |                            |   |  | 30 septembre 2000 - Sydney | 30 septembre 2000 - Sydney |
|  | Italie                        | Espagne                       | 3                          | 0                          |                            |                            |   |  | 30 septembre 2000 - Sydney | 30 septembre 2000 - Sydney |
|  | Italie                        |                               |                            | 0                          |                            |                            |   |  | 30 septembre 2000 - Sydney | 30 septembre 2000 - Sydney |
|  | Espagne                       | 1                             |                            |                            |                            |                            |   |  | 30 septembre 2000 - Sydney | 30 septembre 2000 - Sydney |
|  | Espagne                       | 1                             | Espagne                    | 2ap (3)                    |                            |                            |   |  |                            |                            |
|  | 23 septembre 2000 - Brisbane  |                               | Espagne                    | 2ap (3)                    |                            |                            |   |  |                            |                            |
|  |                               | Cameroun                      | 2 tab(5)                   |                            |                            |                            |   |  |                            |                            |
|  | Brésil                        | Cameroun                      | 2 tab(5)                   | 1                          |                            |                            |   |  |                            |                            |
|  | Brésil                        | 26 septembre 2000 - Melbourne |                            | 1                          |                            |                            |   |  |                            |                            |
|  | Cameroun                      | 2 ap                          |                            |                            |                            |                            |   |  |                            |                            |
|  | Cameroun                      | 2 ap                          | Cameroun                   | 2                          |                            |                            |   |  |                            |                            |
|  | 23 septembre 2000 - Melbourne | 23 septembre 2000 - Melbourne | Cameroun                   | 2                          | Match pour la 3e place     | Match pour la 3e place     |   |  |                            |                            |
|  | 23 septembre 2000 - Melbourne | 23 septembre 2000 - Melbourne |                            | Chili                      | Match pour la 3e place     | Match pour la 3e place     | 1 |  |                            |                            |
|  | Chili                         | 4                             | 29 septembre 2000 - Sydney | 29 septembre 2000 - Sydney |                            |                            | 1 |  |                            |                            |
|  | Chili                         | 4                             | 29 septembre 2000 - Sydney | 29 septembre 2000 - Sydney |                            |                            |   |  |                            |                            |
|  | Nigeria                       | 1                             |                            | États-Unis                 | 0                          |                            |   |  |                            |                            |
|  | Nigeria                       | 1                             |                            | États-Unis                 | 0                          |                            |   |  |                            |                            |
|  |                               |                               |                            |                            |                            |                            |   |  | Chili                      | 2                          |
|  |                               |                               |                            |                            |                            |                            |   |  | Chili                      | 2                          |

#### Quarts de finale
| 23 septembre 2000 18:30                       | États-Unis                  | 2–2 a. p.                                        | Japon                       | Hindmarsh Stadium, Adelaide Affluence : 18.345 Arbitre : Tangawarima (ZIM) |  |
|                                               | Wolff 68e Vagenas 90e (pen) |                                                  | Yanagisawa 30e Takahara 72e |                                                                            |  |
|                                               | Report                      |                                                  |                             |                                                                            |  |
| Vagenas · Agoos · Donovan · Wolff · Victorine | Tirs au but 5–4             | Nakamura · Inamoto · Morioka · Nakata : · Myojin |                             |                                                                            |  |

| 23 septembre 2000 19:00 | Brésil          | 1–2 a. p. · | Cameroun              | Brisbane Cricket Ground, Brisbane Affluence : 37.332 Arbitre : Fandel (GER) |  |
|                         | Ronaldinho 90+' |             | Mboma 17e M'Bami 113e |                                                                             |  |
|                         | Report          |             |                       |                                                                             |  |

| 23 septembre 2000 20:00 | Italie | 0–1 | Espagne   | Football Stadium, Sydney Affluence : 38.134 Arbitre : Simon (BRA) |
|                         |        |     | Gabri 86e |                                                                   |
|                         | Report |     |           |                                                                   |

| 23 septembre 2000 20:00 | Chili                                          | 4–1 | Nigeria   | Melbourne Cricket Ground, Melbourne Affluence : 44.425 Arbitre : Mane (KUW) |  |
|                         | Contreras 17e Zamorano 18e Navia 42e Tello 65e |     | Agali 76e |                                                                             |  |
|                         | Report                                         |     |           |                                                                             |  |

#### Demi-finales
| 26 septembre 2000 20:00 | Espagne                             | 3–1 | États-Unis        | Football Stadium, Sydney Affluence : 39.800 Arbitre : Daami (TUN) |  |
|                         | Tamudo 16e Angulo 25e José Mari 87e |     | Vagenas 42e (pen) |                                                                   |  |
|                         | Report                              |     |                   |                                                                   |  |

| 26 septembre 2000 21:00 | Chili            | 1–2 | Cameroun                   | Melbourne Cricket Ground, Melbourne Affluence : 64.338 Arbitre : Bré (FRA) |  |
|                         | Abanda 78e (csc) |     | Mboma 84e Lauren 89e (pen) |                                                                            |  |
|                         | Report           |     |                            |                                                                            |  |

#### Match pour la médaille de bronze
| 29 septembre 2000 20:00 | Chili                   | 2–0 | États-Unis | Football Stadium, Sydney Affluence : 26.381 Arbitre : Micallef (AUS) |
|                         | Zamorano 69e (pen), 84e |     |            |                                                                      |
|                         | Report                  |     |            |                                                                      |

#### Finale
| Finale                                                | Espagne                            | 2 – 2 a. p.           | Cameroun                               | Olympic Stadium, Sydney                             |                                                     |
| 30 septembre 2000 · 12h00 · Historique des rencontres | Xavi 2e · Gabri 45e                | (2 – 0, 2 – 2, 2 – 2) | 53e (csc) Amaya · 58e Eto'o            | Spectateurs : 104 098 Arbitrage : Felipe Ramos Rizo | Spectateurs : 104 098 Arbitrage : Felipe Ramos Rizo |
| 30 septembre 2000 · 12h00 · Historique des rencontres | Rapport 1 Rapport 2                |                       |                                        | Spectateurs : 104 098 Arbitrage : Felipe Ramos Rizo | Spectateurs : 104 098 Arbitrage : Felipe Ramos Rizo |
| 30 septembre 2000 · 12h00 · Historique des rencontres | Xavi · Capdevila · Amaya · Albelda | Tirs au but 3 – 5     | Mboma · Eto'o · Njitap · Lauren · Womé | Spectateurs : 104 098 Arbitrage : Felipe Ramos Rizo | Spectateurs : 104 098 Arbitrage : Felipe Ramos Rizo |

| Espagne | Cameroun |

| ESPAGNE :       |    |                     |          |     |
|                 |    |                     |          |     |
| Gardien de but  | 01 | Daniel Aranzubía    | 106e     |     |
|                 | 02 | Jesús María Lacruz  |          |     |
|                 | 04 | Carlos Marchena     |          |     |
|                 | 12 | Carles Puyol        |          |     |
|                 | 14 | Iván Amaya          |          |     |
|                 | 06 | David Albelda       | 19e      |     |
|                 | 08 | Xavi                |          |     |
|                 | 16 | Toni Velamazán      |          | 26e |
|                 | 07 | Miguel Ángel Angulo |          | 75e |
|                 | 09 | José Mari           | 55e, 91e |     |
|                 | 17 | Raúl Tamudo         |          | 49e |
| Remplaçants :   |    |                     |          |     |
|                 | 10 | Gabri               | 70e      | 26e |
|                 | 11 | Jordi Ferrón        |          | 49e |
|                 | 03 | Joan Capdevila      |          | 75e |
| Sélectionneur : |    |                     |          |     |
| Iñaki Sáez      |    |                     |          |     |

| CAMEROUN :      |    |                  |     |      |
|                 |    |                  |     |      |
| Gardien de but  | 18 | Carlos Kameni    |     |      |
|                 | 03 | Pierre Womé      |     |      |
|                 | 05 | Patrice Abanda   | 25e |      |
|                 | 13 | Aaron Nguimbat   |     | 46e  |
|                 | 17 | Serge Branco     |     | 91e  |
|                 | 04 | Serge Mimpo      |     |      |
|                 | 07 | Nicolas Alnoudji |     | 111e |
|                 | 08 | Geremi           |     |      |
|                 | 12 | Lauren           |     |      |
|                 | 10 | Patrick Mboma    |     |      |
|                 | 09 | Samuel Eto'o     |     |      |
| Remplaçants :   |    |                  |     |      |
|                 | 11 | Daniel Ngom Kome |     | 46e  |
|                 | 15 | Joël Epalle      |     | 91e  |
|                 | 02 | Albert Meyong Ze |     | 111e |
| Sélectionneur : |    |                  |     |      |
| Jean-Paul Akono |    |                  |     |      |

## Bilan
Les 16 équipes présentes disputent un total de 32 rencontres dont 24 au premier tour. Un total de 103 buts sont marqués, soit 3,2 par match. L'affluence totale est de 1 024 578 spectateurs.

### Nombre d'équipes par confédération et par tour
| Confédération | Premier tour | Quarts de finale | Demi-finales | Finale | Victoire |
| ------------- | ------------ | ---------------- | ------------ | ------ | -------- |
| UEFA          | 4            | 2                | 1            | 1      |          |
| AFC           | 3            | 1                |              |        |          |
| CAF           | 4            | 2                | 1            | 1      | 1        |
| CONCACAF      | 2            | 1                | 1            |        |          |
| CONMEBOL      | 2            | 2                | 1            |        |          |
| OFC           | 1            |                  |              |        |          |
| Total         | 16           | 8                | 4            | 2      | 1        |

### Classement de la compétition
| Rang                                | Nation             |
| ----------------------------------- | ------------------ |
| Médaille d'or, Jeux olympiques      | Cameroun           |
| Médaille d'argent, Jeux olympiques  | Espagne            |
| Médaille de bronze, Jeux olympiques | Chili              |
| 4                                   | États-Unis         |
| 5                                   | Italie             |
| 6                                   | Japon              |
| 7                                   | Brésil             |
| 8                                   | Nigeria            |
| 9                                   | Corée du Sud       |
| 10                                  | Honduras           |
| 11                                  | Afrique du Sud     |
| 12                                  | Koweït             |
| 13                                  | Slovaquie          |
| 14                                  | République tchèque |
| 15                                  | Australie          |
| 16                                  | Maroc              |

### Médaillés
| Médaille | Joueurs | Pays     |
| -------- | --- | -------- |
| OR       | Daniel Bekono, Albert Meyong Ze, Pierre Womé, Serge Mimpo, Patrice Abanda, Clément Beaud, Nicolas Alnoudji, Geremi Njitap, Samuel Eto'o, Patrick Mboma, Daniel Ngom Kome, Lauren Étamé Mayer, Aaron Nguimbat, Patrick Suffo, Joël Epalle, Modeste M'Bami, Serge Branco, Idriss Carlos Kameni            | Cameroun |
| ARGENT   | Daniel Aranzubía, Jesús Lacruz, Joan Capdevila, Carlos Marchena, Unai Vergara, David Albelda, Miguel Ángel Angulo, Xavi Hernández, José Mari, Gabri, Jordi Ferron, Carles Puyol, Albert Luque, Iván Amaya, Ismael Ruiz, Antonio Velamazán, Raúl Tamudo, Felipe Ortiz                                    | Espagne  |
| BRONZE   | Nelson Tapia, Cristian Álvarez, Claudio Maldonado, David Henríquez, Pablo Contreras, Pedro Reyes, Sebastián González, David Pizarro, Iván Zamorano, Francisco Arrue, Reinaldo Navia, Rodrigo Núñez, Rodrigo Tello, Manuel Ibarra, Rafael Olarra, Patricio Ormazábal, Javier di Gregorio, Mauricio Rojas | Chili    |

### Classement des buteurs
6 buts
- Iván Zamorano

4 buts
- Patrick M'Boma
- Reinaldo Navia
- David Suazo

3 buts
| - Lauren - Naohiro Takahara - Khalaf Al-Mutairi | - Victor Agali - Gabri | - José Mari - Peter Vagenas |

2 buts
| - Alex - Edu - Lukáš Došek - Gianni Comandini | - Faraj Saeed - Andrej Porázik - Siyabonga Nomvethe | - Xavi - Chris Albright - Josh Wolff |

1 but
| - Hayden Foxe - Kasey Wehrman - Ronaldinho - Nicolas Alnoudji - Samuel Eto'o - Modeste M'Bami - Pablo Contreras - Rafael Olarra - Rodrigo Tello - Marek Heinz - Roman Lengyel - Julio César de León | - Massimo Ambrosini - Andrea Pirlo - Junichi Inamoto - Hidetoshi Nakata - Atsushi Yanagisawa - Lee Dong-Gook - Lee Chun-Soo - Bader Najem - El Houssaine Ouchla - Bright Ignabidolor - Pius Ikedia - Garba Lawal | - Juraj Czinege - Ján Šlahor - Quinton Fortune - Steve Lekoelea - Benni McCarthy - Miguel Ángel Angulo - Jesús Lacruz - Raúl Tamudo - Toni Velamazán - Danny Califf - Landon Donovan |

6 but contre son camp
- Patrice Abanda (contre le Chili)
- Jaime Rosales (contre le Honduras)
- Alessandro Nesta (contre le Honduras)
- Samuel Okunowo (contre l'Italie)
- Marian Čišovský (contre le Brésil)
- Iván Amaya (contre le Cameroun)